# Mitologia coreana
La mitologia coreana (한국 신화?, 韓國 神話?, Hanguk sinhwaLR) consiste nelle storie tramandate in forma orale per migliaia di anni nella penisola coreana e in forma scritta solo nei successivi periodi storici. In particolare esse sono miti della creazione del mondo e miti sull'origine della natura o del mondo sociale. I miti coreani sono spesso localizzati e riguardano villaggi o clan specifici. 
I primi miti coreani precedono le credenze buddiste, confuciane e taoiste, e sono invece radicati nella tradizionale religione popolare coreana e nello sciamanesimo. I rituali che glorificano gli dei sciamanici sono fondamentali per la rivisitazione dei miti sciamanici coreani. 
Molti antichi miti sciamanici coreani andarono persi a seguito dell'ascesa del confucianesimo, che sottolineò il pragmatismo e il razionalismo. Una parte di quelli che si credeva esistessero nei tempi antichi sono stati documentati da studiosi confuciani e buddisti, molti dei quali hanno modificato le storie per adattarle alle proprie credenze.

## Influenza dello sciamanesimo coreano

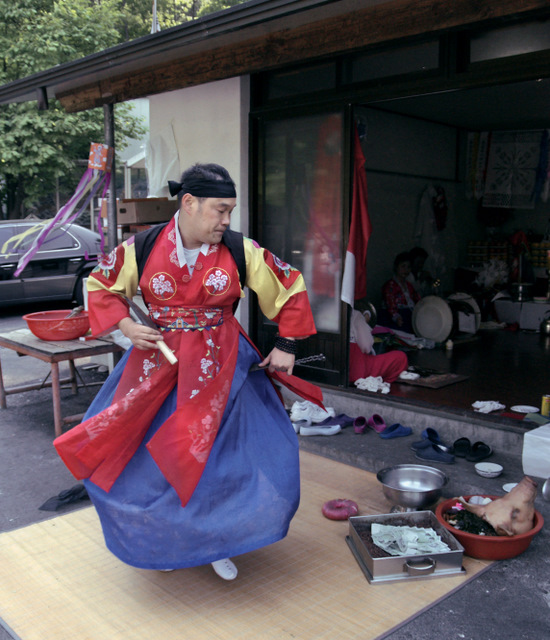
Uno sciamano coreano che esegue un rituale.

Lo sciamanesimo coreano ha svolto un ruolo importante nella creazione di antichi miti coreani. I miti sciamanici sono indicati come musok sinhwa (무속 신화?, 巫俗神話?) e sono recitati come parte dei rituali volti a proteggere l'uomo e la natura. Un keungut (큰굿?; lett. "grande rituale") è l'archetipo del rituale sciamanico coreano, e ciascuna delle sue dodici parti include un bonpuri (본풀이?), ovvero un mito che riguarda un dio.
Gli antichi coreani seguivano un concetto animistico e credevano che ogni oggetto avesse un'anima e, come tale, i rituali sciamanici includevano il culto degli spiriti e dei demoni che abitano oggetti come montagne e fiumi. Si ritiene che uno sciamano sia in grado di comunicare con il mondo degli spiriti. Nella mitologia coreana, si dice che i primi capi della Corea avessero qualità sciamaniche o discendessero dagli sciamani. Si diceva che Dangun, il fondatore mitologico della Corea, possedesse tratti sciamanici e talvolta è ritratto come un dio di montagna, altrimenti noto come sansin.
Il maggior numero di miti sciamanici proviene dall'isola di Jeju e dalla provincia del Hamgyeong meridionale.

## Miti della creazione
I miti della creazione spiegano come è iniziato il mondo e da dove provengano le persone. Includono in genere un primo uomo o una prima donna che è responsabile della creazione del mondo. 

### Changsega
Changsega (창세가?, 創世歌?) è un mito della creazione sciamanica originario di Hamhung, provincia del Hamgyong nell'attuale Corea del Nord. La storia spiega come il cielo e la terra furono separati da un dio-gigante di nome Mireuk, che posizionò una colonna di rame in ogni angolo della terra per sostenere il cielo. Egli creò gli uomini a partire da cinque insetti d'oro e le donne da cinque insetti d'argento. L'umanità visse in maniera pacifica sotto il dominio di Mireuk, finché non apparve un altro gigante di nome Seokga, e i due gareggiarono per governare il mondo umano. Seokga vinse, ma la sua vittoria fu ingiusta ed è considerata, in questo mito, la fonte del male e del peccato nell'umanità.

### Cheonjiwang bonpuri
Cheonjiwang bonpuri (천지왕 본풀이?, 天地王 本--?) è un mito sciamanico della creazione dell'isola di Jeju. Racconta la storia del re celeste Cheonjiwang che scese dal cielo per combattere un uomo maleducato di nome Sumyeongjangja, ma fallì nella sua missione. Durante il soggiorno sulla Terra, Cheonjiwang sposò Bakiwang e da lei ebbe due figli: Daebyeolwang (il re della grande stella) e Sobyeolwang (il re della piccola stella). In seguito, i due figli entrarono in competizione per diventare il sovrano del mondo umano e, quando Sobyeolwang vinse, punì Sumyeongjangja trasformandolo in un insetto.
In alcune versioni della storia, mentre Sobyeolwang diventò il sovrano del mondo terreno, il fratello Daebyeolwang diventò il sovrano degli inferi.

### Mago halmi
Mago halmi (마고 할미?, 麻姑--?) è un mito della creazione della regione di Kwanbuk nella provincia del Hamgyeong Settentrionale, situata nell'attuale Corea del Nord. Il mito parla di una dea-gigantessa di nome Mago, la quale creò tutte le formazioni geologiche presenti sulla terra usando fango, rocce, urina ed escrementi. A differenza dei miti della creazione sulle divinità maschili, questo mito è stato tramandato solo oralmente e non è stato incluso in registri o rituali formali.

### Sirumal
Sirumal (시루말?) è un mito sciamanico della creazione che proviene da Osan, nella provincia del Gyeonggi, situata nell'attuale Corea del Sud. In tale storia, Dangchilseong trascorre la notte con la dama Maehwa, che dà alla luce due figli, Seonmun e Human, dopo che Dangchilseong se ne va. I ragazzi vengono presi in giro a scuola per essere senza padre, ma scoprono chi è il loro padre e salgono in cielo per incontrarlo. Dangchilseong dà a Seomun il regno di Daehanguk e a Human il regno di Sohanguk.

## Miti fondanti

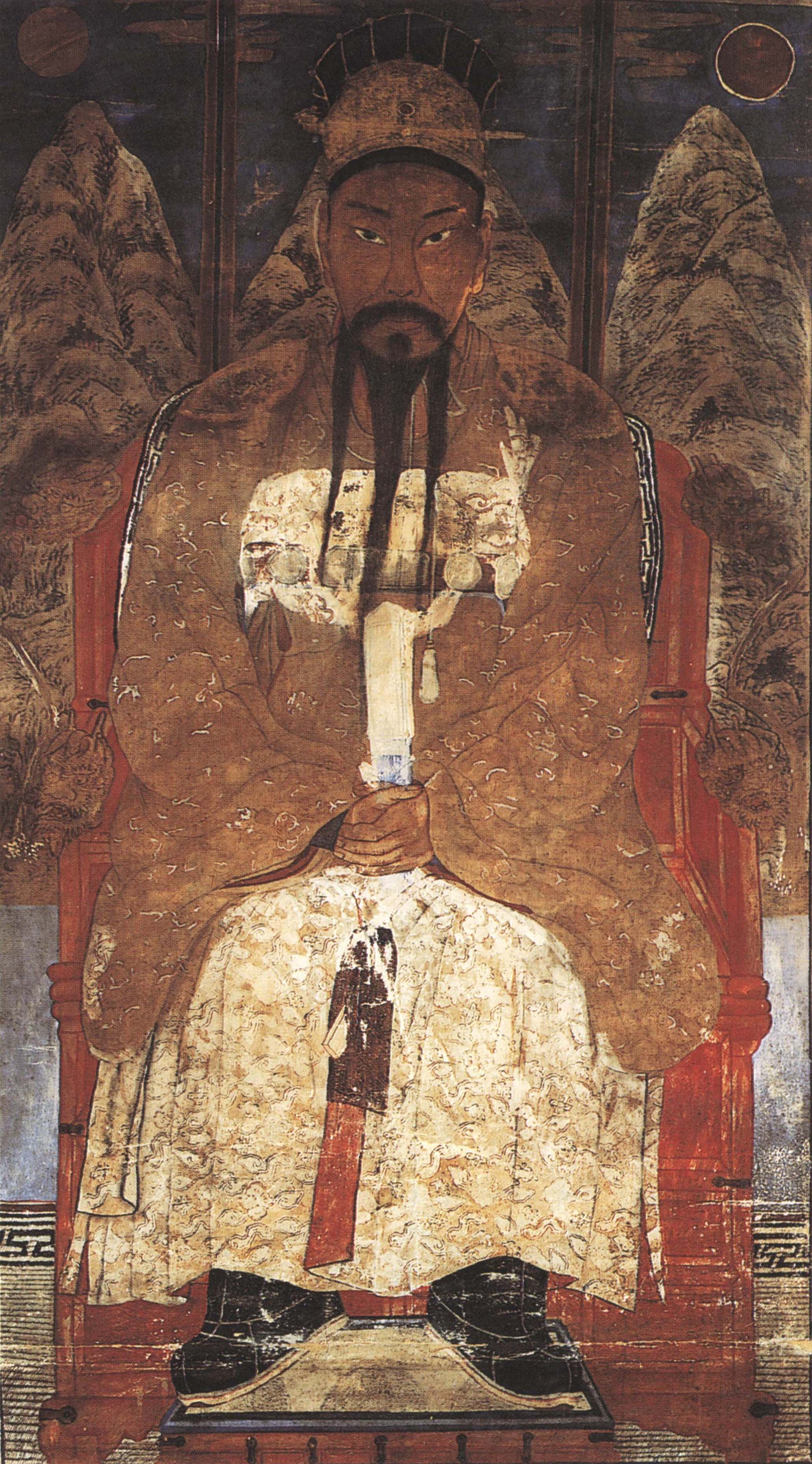
Dangun, il fondatore del primo regno coreano.

I geonguk sinhwa (건국 신화?, 建國 神話?) sono i miti che spiegano la fondazione della nazione. Gli antichi miti fondatori della Corea includono spesso una storia sull'unione di un padre celeste e di una madre terrestre. I miti di fondazione medievali della Corea stabiliscono invece che i sovrani coreani avessero una discendenza divina, ma non fossero divinità essi stessi.

### Dangun
Dangun Wanggeom (단군왕검?, 檀君王儉?) è il fondatore di Gojoseon, il primo regno di Corea. Si ritiene che abbia fondato Gojoseon nel 2333 a.C. La storia di Dangun è stata registrata in due documenti del XIII secolo d.C., la Samgungnyusa e la Jewang ungi.
Il nonno di Dangun, Hwanin, era il "Signore dei cieli", mentre suo padre, Hwanung, discese sulla terra e fondò una società sulla penisola coreana. In alcune versioni del mito, la sua società si trovava sul monte Taebaeksan, e in altre versioni sul monte Paektu. Quando un orso e una tigre arrivarono da Hwanung chiedendo di essere resi umani, egli diede a ciascuno un fagotto di cibo sacro da mangiare e disse loro di rimanere in una grotta per cento giorni, dopodiché sarebbero diventati umani. Mentre la tigre si arrese, l'orso seguì le indicazioni di Hwangung e fu trasformato in una donna umana di nome Ungnyeo. Ungnyeo si accoppiò con Hwangung e diede alla luce Dangun, che governò Gojoseon per 1.500 anni prima di diventare un dio della montagna (sansin).

## Miti dell'inondazione

### Namu doryeong
Namu Doryeong (나무 도령?, -道令?) è un mito sul figlio di uno spirito di un albero guardiano che sopravvisse all'alluvione galleggiando sull'albero. Egli salvò prima una colonia di formiche dall'alluvione, poi uno sciame di zanzare, fino a quando non ebbe salvato tutti gli animali del mondo. Infine salvò un giovane ragazzo umano, nonostante l'albero glielo avesse sconsigliato. 
Dopo il diluvio, Namu Doryeong incontrò una donna anziana e le sue due figlie sul monte Baekdu, dove si erano messe in salvo dall'alluvione. La donna disse a Namu Doryeong che, se avesse vinto una competizione, avrebbe potuto sposare sua figlia. Namu Doryeong vinse con l'aiuto di una colonia di formiche, che si rivelarono come le stesse che aveva salvato precedentemente. Namu Doryeong e il ragazzo umano sposarono le due figlie dell'anziana e formarono la successiva generazione di umani.

## Miti dell'aldilà

### Chasa bonpuri
Chasa bonpuri (차사본풀이?, 差使本--?) è un mito infernale dell'isola di Jeju. Re Kimchiwonnim ordina all'eroe Gangrim Doryeong di catturare Yeomra, re degli inferi, per scoprire la ragione delle misteriose morti dei tre figli di Gwayanggaxi. Con l'aiuto di Munsin, il dio della porta, e Jowangsin, il dio della cucina, Gangrim Doryeong cattura Yeomra. Dopo aver messo alla prova la saggezza dell'eroe, Yeomra dice a Kimchiwonnim che le morti misteriose sono dovute al fatto che i tre figli sono in realtà i tre principi di Beomul, assassinati proprio da Gwayanggaxi. Scelsero di rinascere come figli di Gwayanggaxi per vendicarsi dei loro assassini. Gangrim Doryeong diviene poi il dio della morte, colui che raccoglie le anime dei morti e le porta negli inferi. 

### Mito di Barigongju
Barigongju o Baridegi (바리 공주?, 鉢里公主?) è un mito sciamanico sulla Principessa Abbandonata, abbandonata dai genitori perché non sono in grado di avere un figlio, ed ella è la loro settima figlia. Anni dopo, i genitori della principessa si ammalano e lei si reca negli inferi per trovare l'elisir della vita. Con ciò, fa rivivere i genitori e diventa una dea che guida le anime dei morti dalla terra al cielo.

## Miti sulle malattie infantili e miti della nascita
Samsin Halmeoni (삼신 할머니?, 三神---?) è un mito sciamanico sull'omonima triplice dea della nascita. La tradizione orale riporta che la Samsin Halmeoni fosse, in origine, le tre figlie della dea vergine del cielo che discese dal cielo sulla terra e partorì le Samsin in una grotta. In seguito, la Samsin Halmeoni creò e partorì i primi esseri umani in assoluto.

### Sonnimgut
Sonnimgut è un mito sulle 53 divinità del vaiolo, chiamate Sonnimne, che vivevano in Cina. Tuttavia, i Sonnimne volevano vivere in Corea, quindi la bellissima dea Gaxi Sonnim ne condusse lì tre; tuttavia, non potevano attraversare il fiume Yalu. Un giorno, un traghettatore disse che i tre dei potevano attraversare lo Yalu sulla sua barca se Gaxi Sonnim avesse fatto l'amore con lui. Gaxi Sonnim recise la testa del traghettatore con un pugnale e poi diede il vaiolo ai sette figli dell'uomo, uccidendoli tutti tranne il minore, che sopravvisse, sebbene fosse disabile. Quindi attraversarono lo Yalu sulla barca del traghettatore. 
Quando gli dei raggiunsero Seul, tentarono di dormire nella casa del ricco Kim Jangja, ma furono rifiutati; invece, dormirono nella capanna di una gentile anziana, Nogo Halmi. Dopo aver benedetto la nipote di Nogo Halmi con longevità e buona fortuna, il trio si diresse verso la villa di Kim Jangja. 
Kim Jangja nascose suo figlio Cheolhyeon su una montagna alta e bruciò i peperoni in ogni strada perché si diceva che allontanassero i Sonnimne. Questi attaccarono Cheolhyeon, prima attirandolo giù dalla montagna e poi frustandolo. Gli trafissero le articolazioni con degli aghi d'argento e, alla fine, Kim Jangja promise di fare un sacrificio per i Sonnimne. Tuttavia, la promessa si rivelò falsa e i Sonnimne arrabbiati uccisero Cheolhyeon e lo presero con loro rendendolo il cinquantaquattresimo Sonnimne. 
Quando i Sonnimne tornarono in Cina, scoprirono che Nogo Halmi viveva nella dimora di Kim Jangja con la nipote e il genero, mentre Kim Jangja era diventato un mendicante malato e viveva nella baracca di Nogo Halmi. Su richiesta di Cheolhyeon, i Sonnimne diedero a Kim Jangja dei soldi e guarirono la sua malattia, e poi Cheolhyeon si unì a loro.

## Miti sull'agricoltura

### Segyeong bonpuri
Segyeong bonpuri (세경 본풀이?, 世經本--?) è un mito su Jacheongbi, la dea della terra e dell'amore. "Jacheong" si traduce in "desideri per se stessi", in riferimento all'indipendenza, all'autosufficienza e alla forte volontà di Jacheongbi di fare tutto il necessario per raggiungere un obiettivo. Nel mito Jacheongbi si maschera da ragazzo per ricevere un'istruzione superiore e si innamora di uno dei suoi pari di nome Mun, che è il figlio dell'Imperatore del Cielo. Mentre sono ancora sotto mentite spoglie, i due condividono una stanza per tre anni, alla fine dei quali Jacheongbi decide di dichiarare i suoi sentimenti al giovane dio, che la accetta e la sposa segretamente, anche se dovrebbe tornare nel Giardino dei Cieli per sposarsi con un'altra donna. 
Per testare quale sposa sarebbe la migliore per suo figlio, il padre lancia a entrambe una sfida: camminare sui coltelli nel fuoco. Jacheongbi, con la sua forte volontà e determinazione, completa il compito grazie al suo incrollabile amore per Mun. L'altra sposa rifiuta fortemente e invece muore di fame fino a diventare conosciuta come "fantasma affamato". È diventata una tradizione di nozze offrire offerte all'altare in sua memoria. 
Indipendentemente dall'esito della prova, il padre ordina al figlio di trascorrere metà del suo tempo con lui nel Giardino dei Cieli. Jacheongbi lo accetta sapendo che suo marito tornerà da lei, ma invece, con il tempo, Mun si dimentica di lei e non ritorna. Essendosi stancata di aspettarlo, la donna si mette alla sua ricerca con il suo servitore Jeongsunam. Essendosi innamorato di lei, il servo tenta di violentare Jacheongbi, che però riesce a ucciderlo; in seguito, però, sente il bisogno di correggere le sue azioni e vuole riportare in vita il servo. Si traveste di nuovo da uomo e va nel Giardino dei Cieli, che ha fiori per ogni persona sulla Terra e cure per ogni malattia. Sotto mentite spoglie, Jacheongbi incanta il giardiniere per farsi dire quale fiore possa essere usato per riportare in vita Jeongsunam e curarlo dalla sua brama di donne. 
Mentre si trova nel giardino, Jacheongbi si imbatte negli dei che sembrano essere in conflitto tra di loro. Usando la sua saggezza e acuta intelligenza, riesce a trovare una soluzione alle dispute e porta la pace. Per gratitudine, l'Imperatore del Cielo le dà suo marito e cinque chicchi da portare con sé sulla terra: orzo, riso, fagioli, miglio e panico. 
Jacheongbi chiede se possa darle un chicco in grado di crescere anche nelle condizioni più difficili. Apprezzando la sua compassione per il popolo, l'Imperatore approva la sua umile richiesta e la regala del grano saraceno. Questa storia è il motivo per cui Jacheongbi è raffigurata come la dea della terra e dell'amore. Alla fine, Jacheongbi diventa Jungsegyeong, la dea agricola terrestre, Mun diventa Sangsegyeong, il Dio dell'agricoltura celeste, e il servitore Jeongsunam diventa Hasegyeog, il Dio del bestiame.

## Miti dei gasin
I gasin sono divinità che proteggono edifici, stanze e oggetti. 

### Munjeon bonpuri
Munjeon bonpuri (문전 본풀이?, 門前本--?) è un mito sull'origine di Cheuksin, la dea del gabinetto. Nella storia Noiljadae (o sua figlia, in alcune versioni) uccide Yeosan Buin e tenta di uccidere i suoi sette figli, ma poi si suicida quando il suo piano viene sventato dal settimo figlio, Nokdisaengin, e Yeosan Buin viene riportata in vita con i fiori di Hwansaengkkot. Yeosan Buin diventa Jowangsin, la dea della cucina, del focolare e del fuoco. 

### Seongju puri
Seongju puri è un mito sul mago malvagio Sojinhang che tentò di rivendicare Teojushin, la dea della terra. Tuttavia, Sojinhang venne sconfitto e si trasformò in Jangseung, o in un totem. Le sue figlie si trasformarono in divinità chiamate Seonangsin. 

### Seongjo puri
Seongjo puri è un mito su Ansimguk di Seongjo, che abbandonò la moglie, Gyehwa Buin. Di rimando, venne abbandonato su un'isola deserta, dove visse per tre anni come una bestia pelosa.

## Altri miti

### Gunung bonpuri
Il gigante Wang Janggun uccise il Re Drago del Mare Occidentale con una freccia, su richiesta del Re Drago del Mare Orientale. Quest'ultimo gli concesse in sposa la figlia: fu così che il gigante Wang Janggun e i suoi tre figli diventarono Gunungshin, ovvero dei della guerra. 

### Igong bonpuri
Racconta la storia di Hallakgungi, che divenne la divinità a protezione del regno mitologico dei Campi di Seocheon.
Molto tempo fa vivevano Gimjeongguk di Gimjeong e Imjeongguk di Imjeong, il primo povero, il secondo molto ricco. Nessuno dei due aveva figli e si recò a pregare a un tempio e presto le mogli partorirono. Gimjeonggu ebbe un maschio, Sara Doryeong, e Imjeongguk una figlia, Wongang Ami, che furono promessi.
Giunti all'età matura, si sposarono e Wongang Ami restò incinta; un giorno sognarono entrambi che la divinità suprema Okhwang Sangje li stava convocando ai Campi di Seocheon, ma si rifiutarono di andare vista la gravidanza. Alla fine, però, furono costretti ad andare dopo aver fatto lo stesso sogno per tre notti.
Vista la difficoltà del viaggio per via delle sue condizioni, Wongang Ami pregò il marito di venderla come schiava, e fu comprata da Cheonnyeon Jangja, che accettò il consiglio della sua terza figlia. Sara Doryeong ruppe il proprio pettine in due e ne diede una metà alla moglie, pregandola di darlo al figlio e di chiamarlo Hallakgungi se maschio e Hallakdegi se femmina. Alla partenza di Sara Doryeong, Cheonnyeon Jangja cercò di costringere Wongang Ami ad andare a letto con lui, ma lei si scusò dicendo che avrebbe potuto risposarsi solo dopo il parto. Presto, la donna partorì un maschio, che chiamò Hallakgungi, e Cheonnyeon Jangja cercò di portarla a letto di nuovo, ma lei rifiutò una seconda volta, portandolo a cercare di ucciderla. Fu però fermato dalla terza figlia, che gli consigliò di usare madre e figlio come schiavi.
Arrivato ai dieci anni, il bambino chiese alla madre chi fosse suo padre, e lei gli rispose Cheonnyeon Jangja in un primo momento, ma poi gli diede il pettine e gli disse che suo padre era Sara Doryeong, diventato intanto Igong, il guardiano dei Campi di Socheon. Hallakgungi scappò dalla casa di Cheonnyeon Jangja, che lanciò al suo inseguimento i mastini Cheollidongi e Mallidongi; Hallakgungi, però, diede loro dei tteok molto salati ricevuti dalla madre. Intanto, la donna fu uccisa dal padrone, che le tagliò la testa, le braccia e le gambe e la diede in pasto ai corvi del Campo di Cheongdae.
Intanto, Hallakgungi giunse ai Campi di Socheon, incontrò il padre e gli giurò di vendicare la madre. Sara Doryeong gli diede quindi i cinque Hwansaengkkot, i fiori della reincarnazione, e un bastone. Il bambino tornò a casa di Cheonnyeon Jangja travestito da mago cieco e usò i fiori sulla sua famiglia, portandola a mangiarsi a vicenda; grazie a loro e al bastone fece anche tornare in vita Wongang Ami. Madre e figlio si recarono ai Campi di Socheon, dove Hallakgungi divenne il secondo Igong, mentre Sara Doryeong e Wongang Ami si ritirarono nei cieli. La storia di Hallakgungi si diffuse sulla Terra e da quel giorno divenne tradizione che i figli portassero avanti il mestiere del padre.

## Divinità
Quella che segue è una lista di divinità coreane:
- Sansin - Divinità della montagna
- Munsin - Dio della porta
- Teojusin
- Cheuksin
- Jowangsin
- Eopsin - Dea della conservazione e della ricchezza
- Yeomna - Dio della morte
- Sosamshin - Dea della nascita del bestiame
- Seonangsin - Dea di villaggi, dei confini e delle guerre
- Yongwang
- Nulgupjisin
- Dosumunjang - Dio creatore
- Cheonjiwang - Re celeste degli Dei
- Bagiwang - Regina della terra
- Daebyeol - Re dell'Aldilà
- Sobyeol - Re del mondo umano
- Hwadeok Jingun - Dio del fuoco
- Byeorak Jang-gun - Dio dei tuoni e dei fulmini
- Gangrim - Capo dei Chasa
- Jibuwang - Dio dell'aldilà che dà ordini al Chasa
- Danggeum - Samsin
- Samseung Halmang - Samsin di Jejudo
- Jeoseung Halmang - Dea che porta la morte ai bambini
- Sambuljeseok - Tre dèi del destino, figli di Danggeum
- Byeolsang - dei delle malattie esantematiche
- Baridegi
- Hallakgungi: vedi Igong Bonpuri
- Gameunjang - Dea del Fato o della Vita precedente
- Segyeongsin
- Oneuli - Dea del tempo
- Honsuseongin - Dei che proteggono i bambini dalle malattie
- Gungsang - Dio del Sole
- Myeongwol - Dea della luna
- Yeonggam - Dèi dokkaebi
- Jijang - Dea della sventura
- Bonhyangdang - I guardiani del villaggio Gwenegitto, Baramun e Baekjo Agi
- Gunung - Dei della guerra
- Yeongdeung - Dea del vento[18]
- Bugeun - Dio delle relazioni sessuali[19]
- Gamheung - Padre di tutti gli dei[20]

## Altri esseri mitici
- Drago coreano
- Gwisin
- Chollima: cavallo alato
- Kumiho: volpe a nove code
- Dokkaebi: Spiriti maliziosi che appaiono di notte
- Imugi: draghi minori
- Haetae: leone con scaglie e un corno in testa
- Bulgasari: mostro mangiatore di ferro
- Samjoko: uccello a tre zampe che rappresenta il sole
- Bulgae: bestie canine del regno delle tenebre che inseguono continuamente il sole e la luna
- Inmyeonjo: una creatura mitica con un corpo di un uccello e una testa di un essere umano
- Samjokgu: cane a tre zampe che guida le persone e individua le kumiho[21]
- Samdugumi: mostruoso spirito volpe dell'isola di Jeju che ha tre teste e nove code[22]